# Ugo Molinari
Ugo Molinari (Bologna, 18 marzo 1929 – Aosta, 19 dicembre 2005) è stato un cantante italiano.

## Biografia
Fu uno dei sei partecipanti al Festival di Sanremo 1956, artisti debuttanti selezionati attraverso un concorso per Voci Nuove indetto appositamente dalla RAI.
Al Festival cantò Albero caduto, Nota per nota, Due teste sul cuscino e La colpa fu, che riuscirono tutte a giungere alla finale. L'ultima, piazzatasi al quinto posto, fu portata poi al successo da Claudio Villa.
Nello stesso 1956 Molinari prese parte al programma televisivo canoro Le canzoni della fortuna, presentando il brano Mattinata fiorentina.
Per oltre venti anni proseguì la sua carriera artistica, protagonista negli anni di molti concerti sulla costa romagnola e negli anni settanta sul litorale veneto.
Nel 1964 partecipò al film I ragazzi dell'Hully Gully.

## Discografia

### 78 giri
- 1956 - Albero caduto/La colpa fu (Cetra, DC 6463)
- 1956 - Qualcosa è rimasto/Aprite le finestre (Cetra, DC 6466; lato A cantato da Tonina Torrielli)

## Filmografia
- San Remo canta, regia di Domenico Paolella (1956)